# Tumkur
Tumkur è una città dell'India di 248.592 abitanti, capoluogo del distretto di Tumkur, nello stato federato del Karnataka. In base al numero di abitanti la città rientra nella classe I (da 100.000 persone in su).

## Geografia fisica
La città è situata a 13° 20' 32 N e 77° 6' 6 E e ha un'altitudine di 821 m s.l.m..

## Società

### Evoluzione demografica
Al censimento del 2001 la popolazione di Tumkur assommava a 248.592 persone, delle quali 129.215 maschi e 119.377 femmine. I bambini di età inferiore o uguale ai sei anni assommavano a 26.543, dei quali 13.505 maschi e 13.038 femmine. Infine, coloro che erano in grado di saper almeno leggere e scrivere erano 185.620, dei quali 101.978 maschi e 83.642 femmine.